# Androgeos
Androgeos (altgriechisch Ἀνδρόγεως Andrógeōs) ist in der griechischen Mythologie ein Sohn des kretischen Königs Minos und der Pasiphae. Laut der Bibliotheke des Apollodor (2,5,9) war er der Vater des Sthenelos und des Alkaios.
Der attische König Aigeus ließ Androgeos töten, weil dieser bei einem Wettkampf alle Preise gewann. Laut Diodor veranlasste Aigeus, dass Androgeos auf dem Weg nach Theben beim attischen Oinoe von Einheimischen heimtückisch ermordet wurde. Androgeos hatte bei den Panathenäen alle Wettkämpfe gewonnen und sich mit den Söhnen des Pallas angefreundet, so dass Aigeus befürchtete, Minos könnte den Pallassöhnen helfen, ihn zu stürzen. Eine andere Version der Geschichte besagt, dass Aigeus Androgeos ausgesandt hatte, um den kretischen Stier zu töten, und Androgeos bei dem Versuch, den Stier zu töten, selbst ums Leben kam. Als Sühne mussten die Athener alle neun Jahre sieben Jugendliche zur Opferung für den Minotaurus nach Kreta schicken. Erst als Theseus den Stier tötete, endete dieser Brauch. Die Erzählung könnte einen Hinweis darauf geben, dass das minoische Kreta möglicherweise zeitweise Teile des frühmykenischen Griechenlands beherrschte, bevor mykenische Griechen Kreta eroberten.